# Republic Polytechnic
Republic Polytechnic (Abkürzung: RP) ist eine Hochschule in Woodlands, Singapur. Es wurde 2002 gegründet und war das erste Schulsystem in Singapur, das die Pädagogik des Problembasierten Lernens (PBL) für alle seine Diplomprogramme anwendete.
Im Gegensatz zu den Fachhochschulen in den Vereinigten Staaten und im Vereinigten Königreich nehmen die Fachhochschulen in Singapur die Mehrheit ihrer Schüler nach der Sekundarschule auf, das heißt nach mindestens 10 Jahren formaler Bildung. Diplome in einer spezialisierten Studienrichtung, zum Beispiel Biomedizinischen Wissenschaften, werden in der Regel nach Abschluss eines 3-jährigen Studiums verliehen.
Das Projektteam des Republic Polytechnic begann im Januar 2002 in den Räumlichkeiten des Data Storage Institute der National University of Singapore. Am 1. Juli desselben Jahres zog es auf den Tanglin Campus um, der zuvor vom Bildungsministerium in Singapur genutzt wurde. Das Polytechnikum öffnete 2003 seine Türen für die ersten Studenten, bevor es 2007 auf den aktuellen Woodlands-Campus in der Woodlands Avenue 9 umzog. Das Polytechnikum schloss 2017 seinen zwölften Jahrgang ab, gleichzeitig auch das fünfzehnjährige Bestehen des Polytechnikums. 

## Schulen und Zentren
- School of Applied Sciences
- School of Engineering
- School of Hospitality
- School of Infocomm
- School of Management and Communication
- School of Sports, Health and Lecture
- School of Technology for the Arts